# Porta Pia
La porta Pia est une porte de Rome construite entre 1561 et 1565 dans le mur d'Aurélien sur ordre du Pape Pie IV dont elle tient le nom. Située entre la Porta Nomentana (aujourd'hui condamnée) et la Porta Salaria elle est dans le prolongement de la Strada Pia suivant le tracé de l'antique Alta Semita et donne accès à la via XX Settembre. Terminée au XIXe siècle, elle fut le lieu de pénétration dans Rome des troupes du Risorgimento au cours de la prise de Rome. La Porta Pia accueille dans ses murs le Musée historique des Bersaglieri.

## Histoire

### Construction et fonction
La Porta Pia a été ordonnée par le Pape Pie IV en substitution de la porta Nomentana située 100 mètres plus à l'est et qui fut par la suite condamnée. Elle a été bâtie sur des plans et dessins de Michel-Ange qui avait présenté au Pape trois versions de la porte, dont celle retenue (qui selon Giorgio Vasari était la plus économique) s'attachant plus à concevoir une œuvre théâtrale qu'une porte fonctionnelle selon les experts. Le monument a connu par la suite différents changements et aménagements de la part de Michel-Ange qui voulait embellir ce qui fut sa dernière œuvre. Les plans de ce dernier furent complétés par Giacomo Del Duca, qui fera également la Porta San Giovanni plus au sud. L'ouverture d'une seconde arche fut faite en 1575 pour faciliter le trafic, ce qui eut pour conséquence la fermeture définitive de la Porta Nomentana, comme l'atteste une inscription monumentale faisant état de l'opération :
| PIVS IV PONT MAX PORTAM PIAM SVBLATA NOMENTANA EXTRVXIT VIAM PIAM AEQVATA ALTA SEMITA DVXIT |

Une réplique exacte de la porte fut érigée en 1771 à Soriano nel Cimino mais réalisée avec la pierre locale volcanique, le pépérin.

### Modifications auXIXesiècle
La façade externe de la porte a été complétée en 1869 par Virginio Vespignani qui suivit en partie les plans de Michel-Ange. Selon la demande de Pie IX, les ajouts comprennent deux statues représentant Sainte Agnès (à gauche de la porte) et Saint Alexandre (à droite), ainsi que quatre imposantes colonnes encadrant celle-ci. Ils symbolisent son sauvetage réussi du couvent Sainte-Agnès voisin lors de l'écroulement de la chambre d'audience le 12 avril 1855 dont il réchappa comme l'indique l'inscription sur la porte : 
| HIEROMARTYRIBVS MAGNIS ALEXANDRO PONT MAX AGNETI VIRG QVORVM TROPAEIS VIA NOMENTANA NOBILITATVR PIVS IX PONTIFEX MAXIMVS ANNO SACRI PRINC XXIII PORTAM PIAM NOVIS OPERIBVS COMMVNITAM EXORNATAM DEDICAVIT DECESSORI INVICTO SOSPITATRICI SVAE IOSEPHO FERRARIO ANTISTITE VRBANO PRAEFECTO AERARI |

À cette époque ont également été créés les bâtiments flanquant la porte et la cour intérieure.

### Guerre d'unification italienne

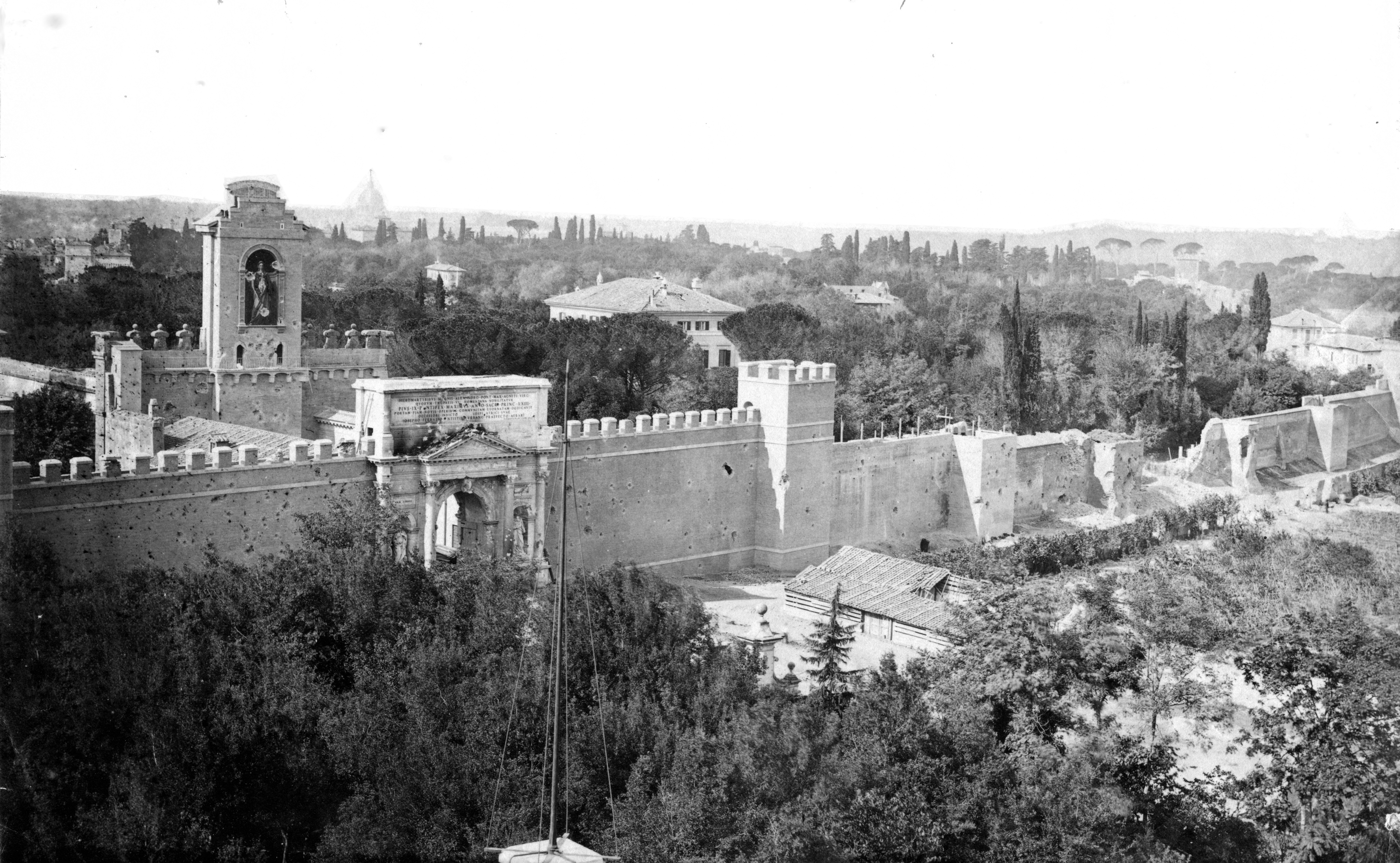
Photo de septembre 1870 permettant de voir la brèche à la droite de l'entrée de la Porte Pia.

Le 20 septembre 1870, la portion du mur d'Aurélien située entre la Porta Pia et la Porta Salaria fut soumise à une intense canonnade des troupes italiennes, notamment des troupes des Bersaglieri qui réussirent à ouvrir une brèche de 12 mètres dans le mur attenant à la porte. Le but, au-delà de pénétrer dans la ville, était de faire céder les États pontificaux, et de conclure le processus de l'Unification italienne par la prise de Rome en faisant céder le pouvoir temporel des souverains pontifes sur la cité. 

### Période fasciste
Une plaque commémorative, ainsi qu'une colonne surmontée d'une Victoire, sont présentes sur le lieu exact de la brèche et, à la sortie de la porte, sur la place qui lui fait face, a été érigé en 1932 le Monumento al Bersagliere, statue imposante de Publio Morbiducci commandée par Benito Mussolini.
Le 11 septembre 1926, l'activiste antifaciste Gino Lucetti jeta à Porta Pia une bombe sur le convoi transportant Mussolini mais sans l'atteindre.

## Dans la culture populaire
- La Porta Pia est un des lieux de tournages, en 1983, du film Strada Pia[1] (réalisé par Georg Brintrup[2]).
- Un des premiers films italiens, La Presa di Roma, est dédié à la brèche de la muraille aurélienne voisine de la Porta Pia[3].

## Architecture et décorations

Architecture et environnement de la Porta Pia
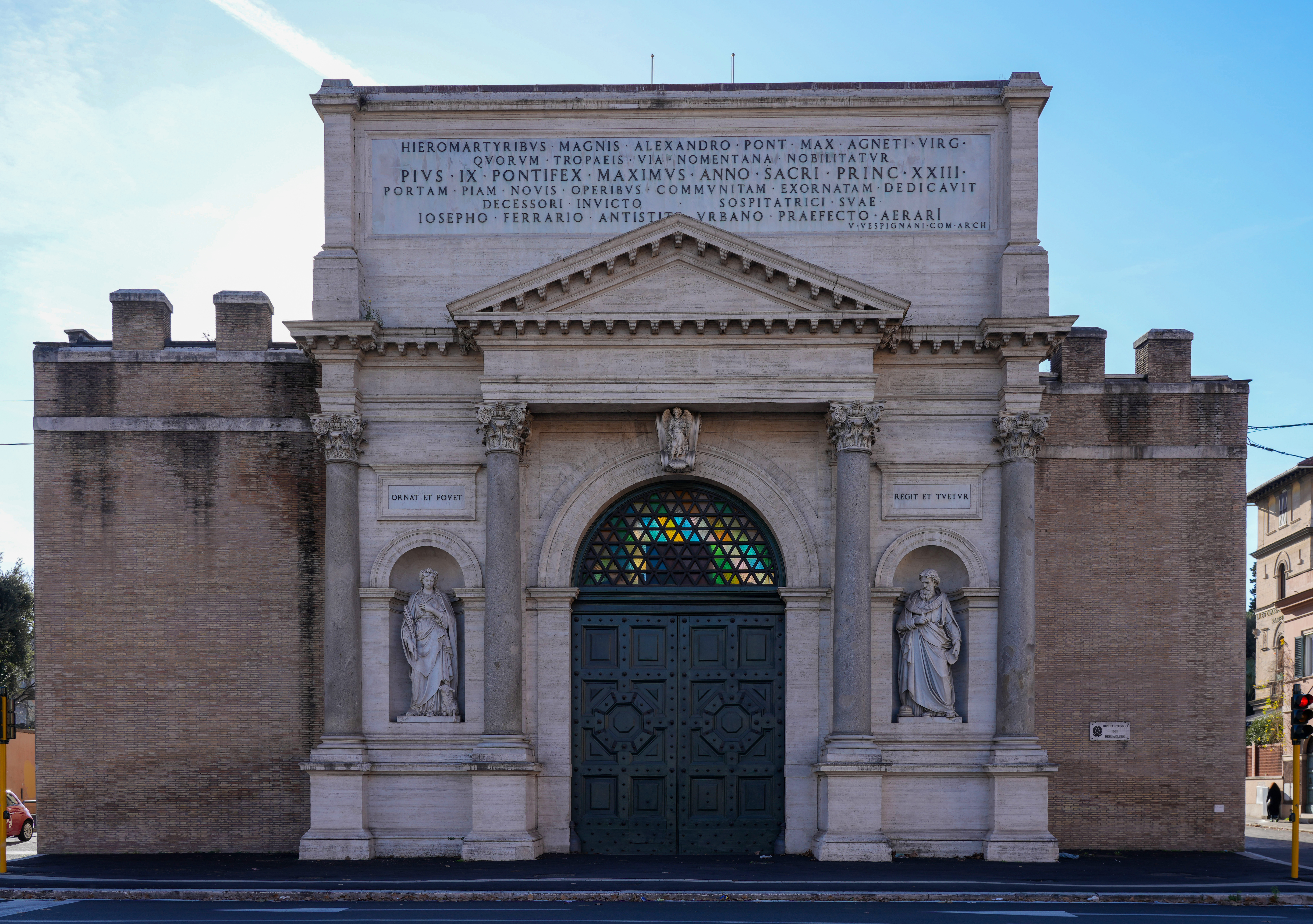
Face externe de la Porta Pia
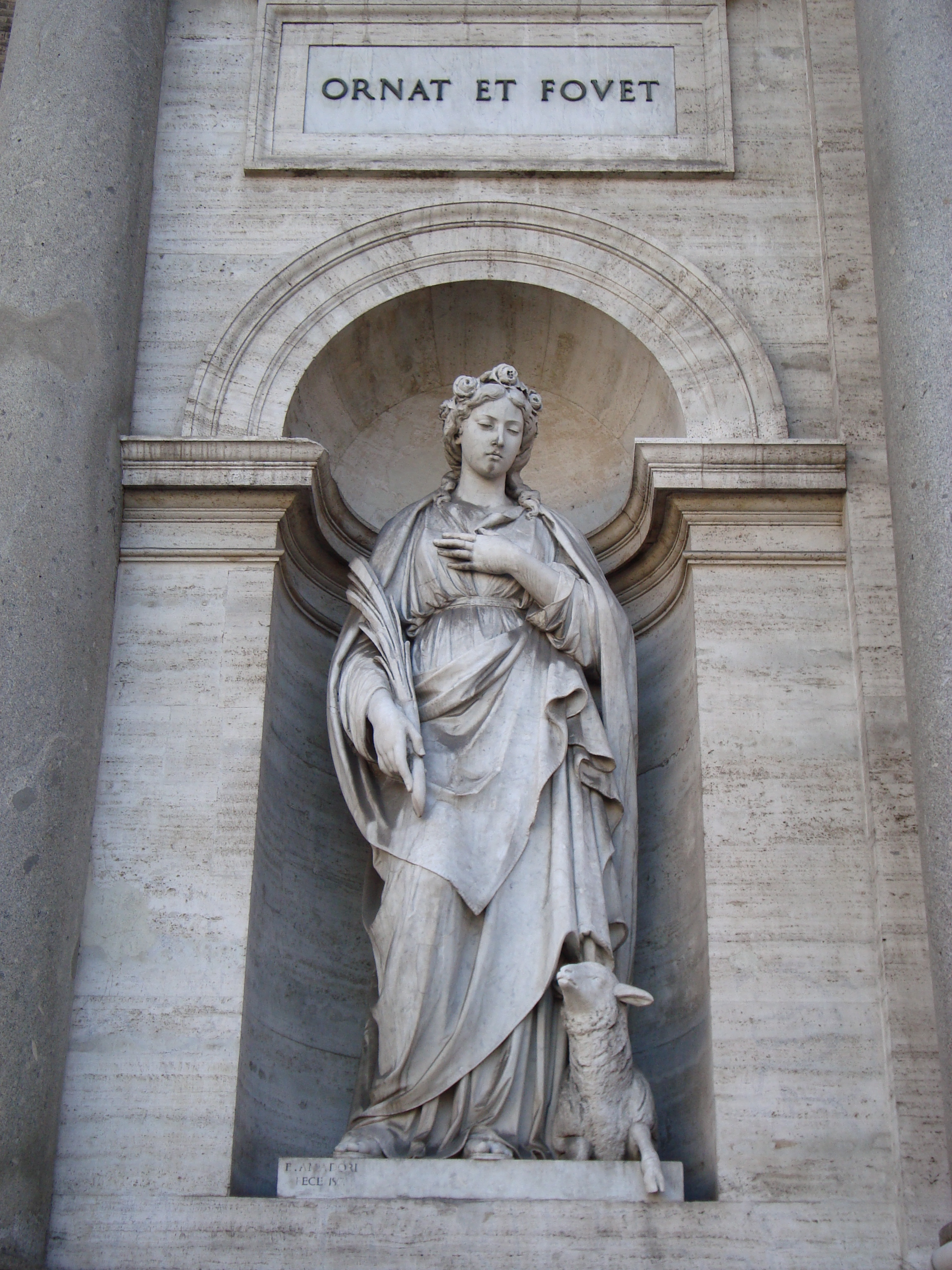
Statue de Sainte Agnès dans une niche en cul de four
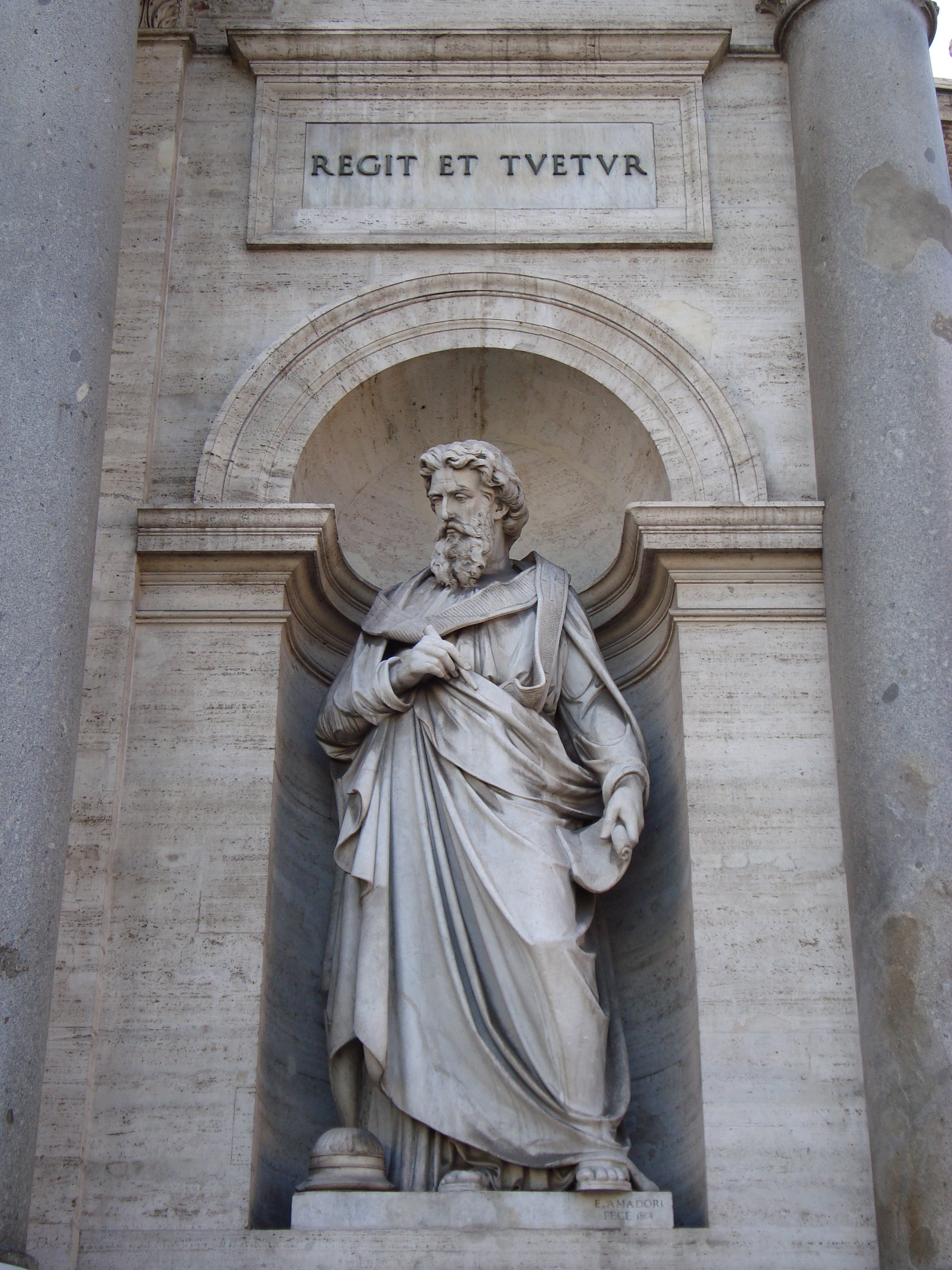
Statue de Saint Alexandre dans une niche en cul de four
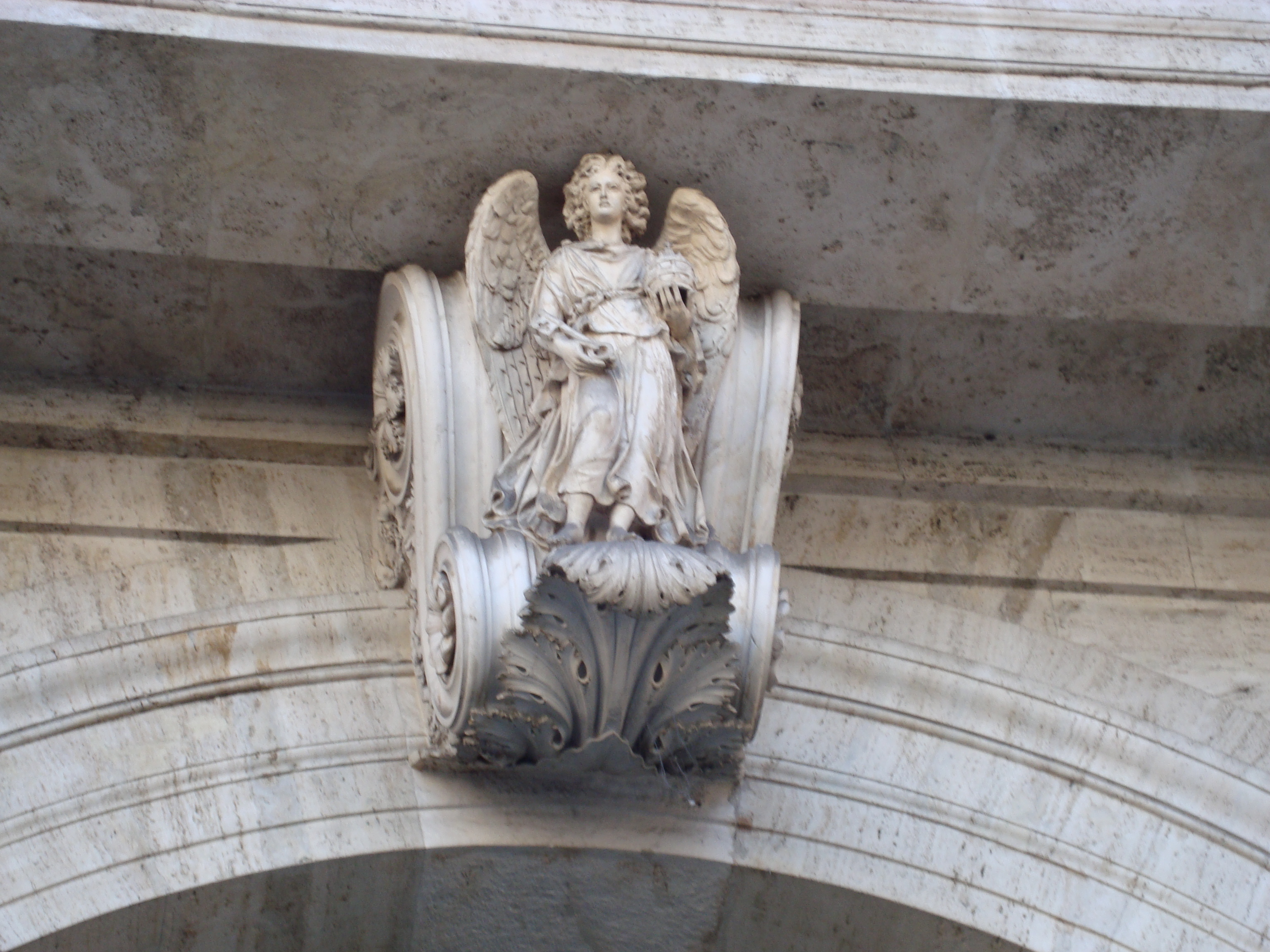
Détail d'un ange sur la face externe, au sommet de l'arche
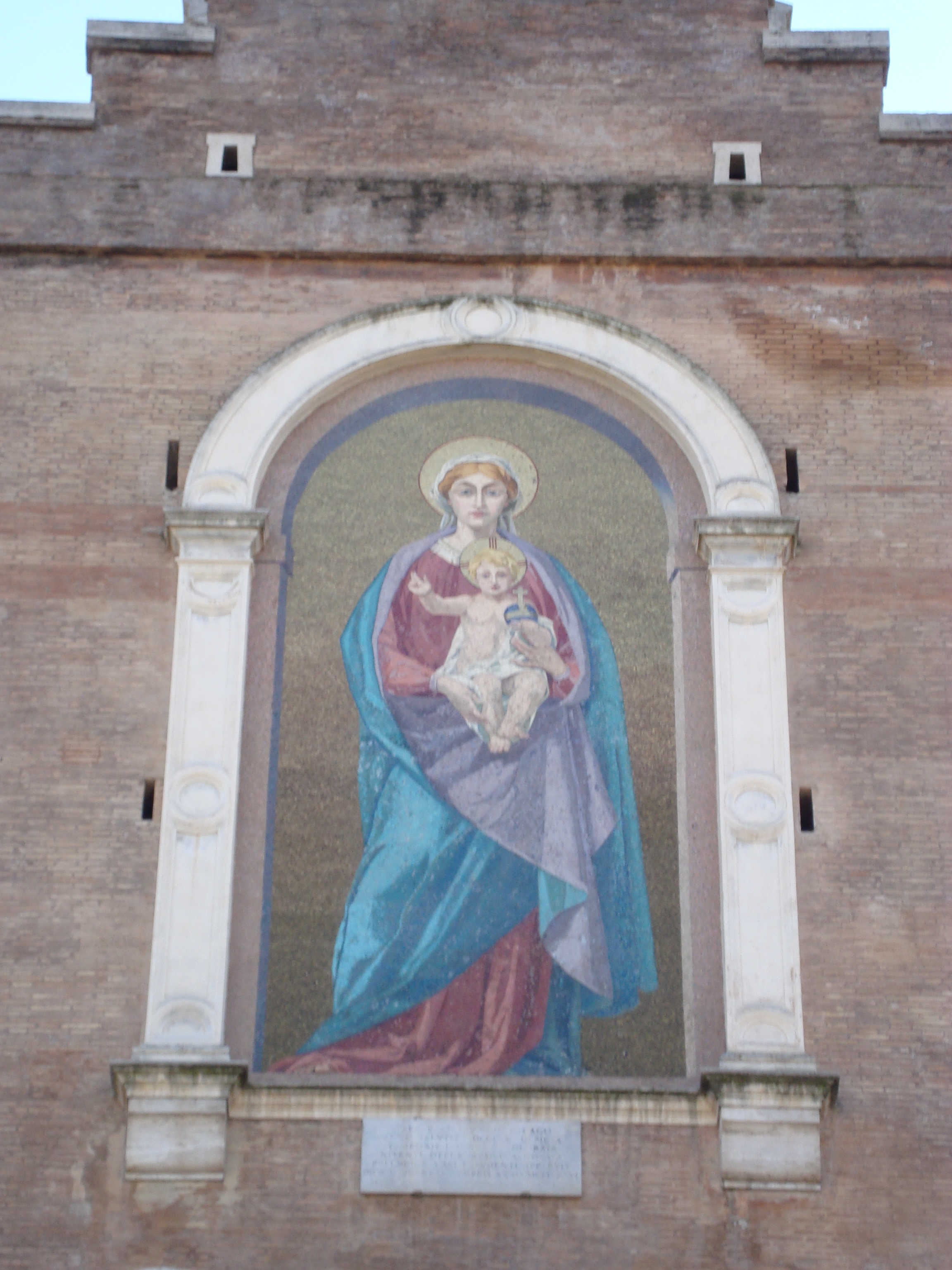
La mosaïque interne, sous le lanterneau de la cour de la porte
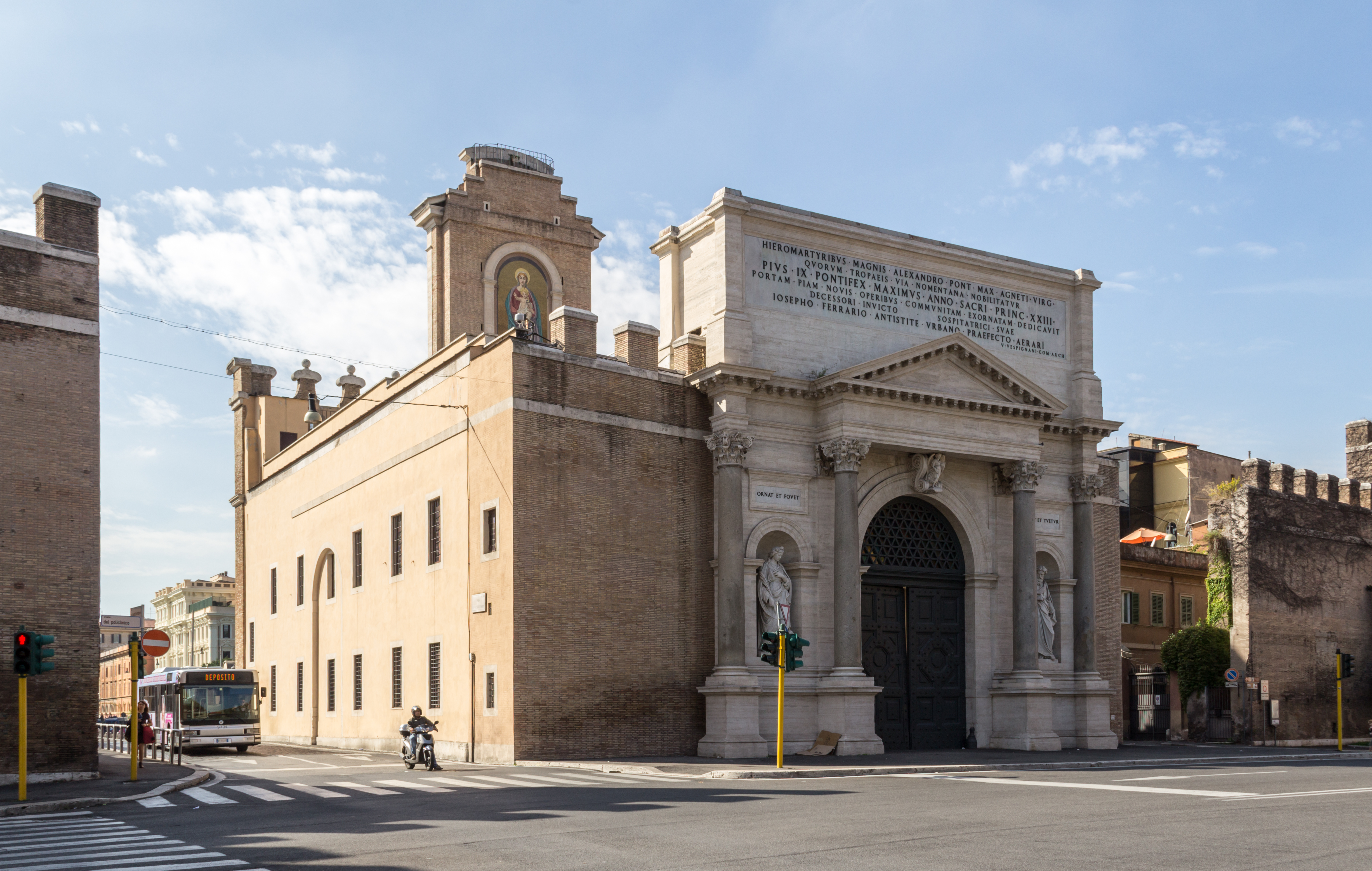
Face externe de la porte
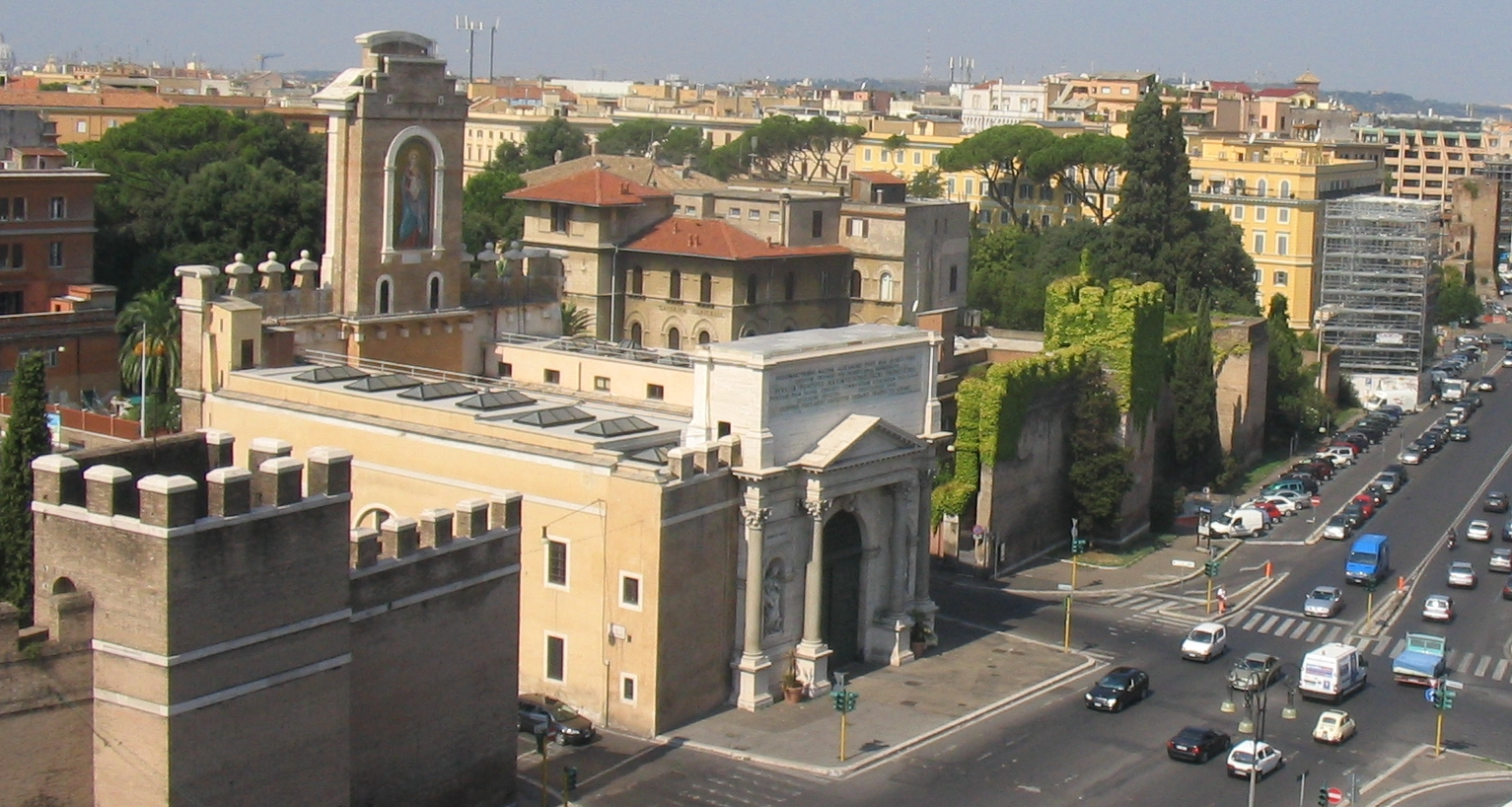
La Porta Pia et les tronçons voisins du mur d'Aurélien
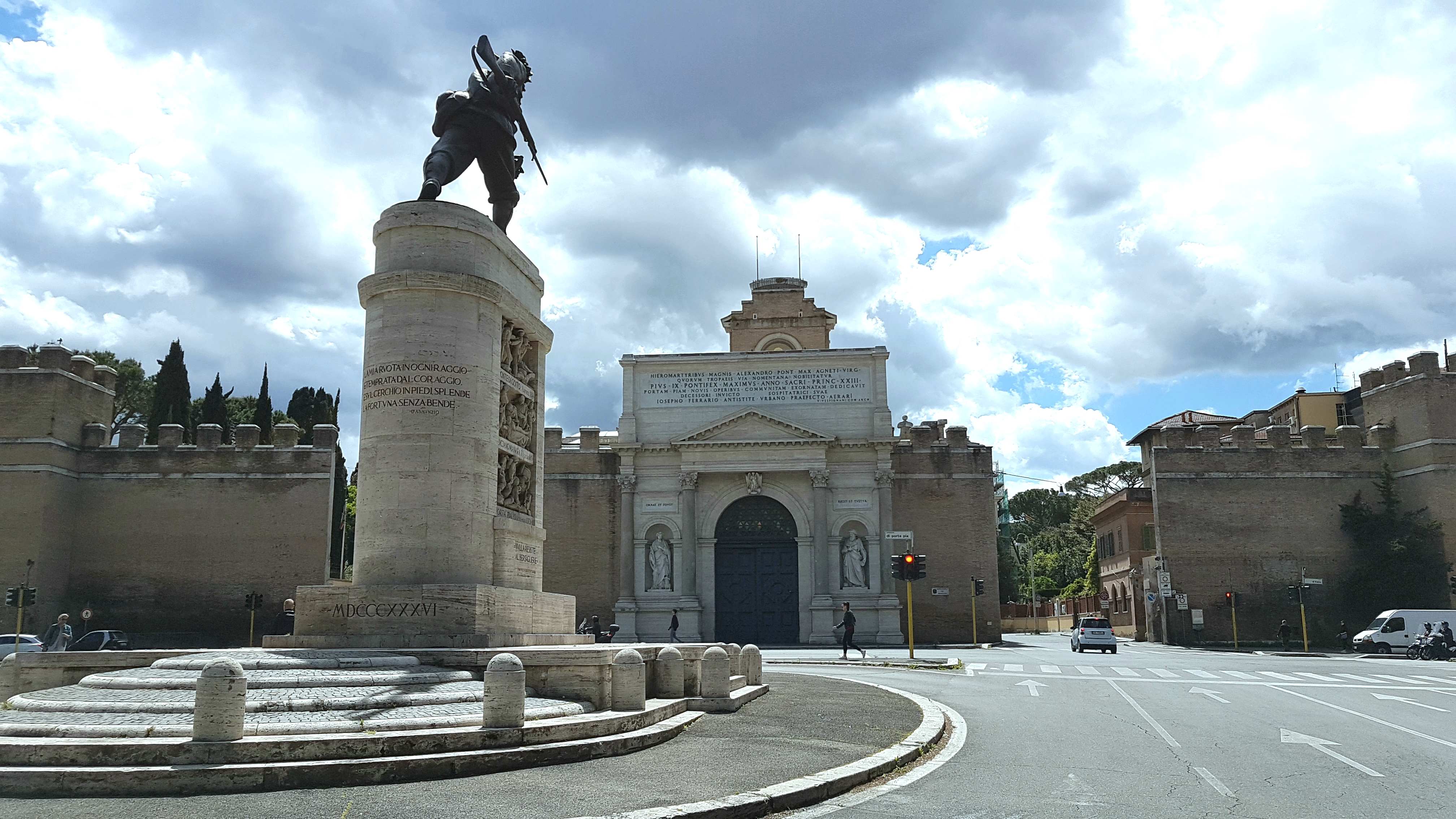
La Porta Pia et la place adjacente